# گذرگاه (فیلم ۱۹۷۹)
گذرگاه (انگلیسی: The Passage) یک فیلم درام به کارگردانی جی. لی تامپسون است که در سال ۱۹۷۹ منتشر شد.

## بازیگران
- آنتونی کوئین
- جیمز میسون
- مالکوم مک‌داول
- پاتریشیا نئال
- کریستوفر لی
- مایکل لانسدیل
- کی لنز
- پیتر آرن
- رابرت برآون
- پل کلمنز